# Dryophytes japonicus
Dryophytes japonicus is een kikker uit de familie boomkikkers (Hylidae). De soort werd voor het eerst wetenschappelijk beschreven door Albert Carl Lewis Gotthilf Günther in 1859. Oorspronkelijk werd de wetenschappelijke naam Hyla arborea var. japonica gebruikt. Lange tijd stond de kikker bekend onder de wetenschappelijke naam Hyla japonica.

## Uiterlijke kenmerken
De mannetjes bereiken een lichaamslengte van 26 tot 45 millimeter, vrouwtjes worden 26 tot 41 millimeter. Gemiddeld worden vrouwtjes groter; 35 mm tegenover 31 mm voor de mannetjes. De lichaamskleur lijkt sterk op die van de Europese boomkikker; een groene bovenzijde en witte buik, met tussen het neusgat en de achterpoot een bruine flankstreep. Mannetjes hebben gele paarkussentjes aan de voorpoten.

## Verspreiding en leefgebied
Deze soort komt voor in delen van Azië en leeft in de landen China, Japan, Noord- en Zuid-Korea, Mongolië en Rusland. De habitat bestaat uit begroeide omgevingen zoals bossen en graslanden met struiken.